# Henry-Nunatakker
Die Henry-Nunatakker sind eine Gruppe von Nunatakkern im westantarktischen Ellsworthland. Sie ragen 10 km westlich der Merrick Mountains auf.
Der United States Geological Survey kartierte sie anhand eigener Vermessungen und Luftaufnahmen der United States Navy aus den Jahren von 1961 bis 1967. Das Advisory Committee on Antarctic Names benannte sie 1968 nach Kenneth Carroll Henry (* 1938), Maschinist auf der Eights-Station im antarktischen Winter des Jahres 1963.